# Gornji Suhor pri Vinici
Górnji Súhor pri Vínici je naselje v Sloveniji.

## Geografija
Povprečna nadmorska višina naselja je 171 m.
Pomembnejša bližnja naselja so: Dolnji Suhor (0,5 km), Stara Lipa (1,5 km), Dragatuš (3,5 km), Vinica (7 km) in Črnomelj (12 km).
V vasi se nahaja cerkev sv. Fabijana in Sebastijana.